# CONCEPTIONII 七星の導きとマズルの悪夢
『CONCEPTION II 七星の導きとマズルの悪夢』（コンセプション・ツー しちせいのみちびきとマズルのあくむ）は、スパイク・チュンソフトより2013年8月22日に発売されたゲームソフト。対応プラットフォームはニンテンドー3DS・PlayStation Vita・Microsoft Windows（Steam配信）・PlayStation 4。

## 概要
ダンジョン探索RPGと、学園を舞台とした恋愛アドベンチャーを融合させたゲーム性が特徴のRPG『コンセプション』の第2作。
2012年にリリースされた前作『CONCEPTION 俺の子供を産んでくれ!』から世界観やキャラクターが一新されている。プラットフォーム移行に伴い前作からシナリオ・キャラクターなどボリューム面の大幅な増強がアナウンスされている。
PS Vita版・3DS版ともにスパイク・チュンソフト発足後の各プラットフォームにおけるパブリッシャーリリース第1弾タイトルとなる。
2016年8月16日には、Steamでの配信によるWindows版（Windows 7以降に対応）がリリースされた。

## あらすじ
魔法世界アナザーテラでは、20年前に「原罪の迷宮」と呼ばれる迷宮（マズルサークル）が出現して以来、そこからあらわれる魔物達が度々襲来を続けていた。
アナザーテラで信仰される星神の刻印が現れた者・聖徒達とその聖徒たちの子供である「星の子」だけが、魔物を倒すことが可能であり、「原罪の迷宮」を封じた跡にある学園で教育を受けていた。
主人公もその一人で彼はマレビトと認定され、学園の中でも魔物退治に特化したクラス・ネメシスイーターに入り、七人の女聖徒と「星の子」をなすべく奮闘するのであった。

## 登場人物

### ネメシスイーター
主人公
声 - 豊永利行
聖徒の中でも、力の源となるエーテルを生み出せる唯一の存在・マレビトである少年。
武器は双剣・エーテルアーカイバー。
フウコ
声 - Lynn
ピンクのツインテールが特徴の女子聖徒。学園に編入した主人公が最初に知り合った。
明るい性格だが思い込みが激しい。水泳をしている。
武器は双銃。
フィーネ
声 - 石黒千尋
主人公の先輩。写真を撮ることが趣味。
武器は槍で戦闘服は騎士をモチーフとしたドレス。
ナリカ
声 - 後藤沙緒里
ネメシスイーターの副クラス委員。
セリナ
声 - 水橋かおり
小柄ながらも実力の高い聖徒。姉が経営する喫茶店で手伝いをしている。
クロエ
声 - 佐藤聡美
聖徒ながらも実力が高く、教官も務めている少女。
エリィ
声 - 伊瀬茉莉也
主人公の後輩。
トーリ
声 - 門脇舞以
研究所育ちの聖徒。
右半分の髪の色は黒で、左半分は白である。戦闘時の服装もこれに合わせたものであり、左右で服の色が異なる。
クロツグ
声 - 木村良平
主人公のクラスメイトで、クロエの弟。
アレック
声 - 杉山紀彰
ルーシア
声 - 朝井彩加